# Belleville (Illinois)
Pour les articles homonymes, voir Belleville.
La ville de Belleville est le siège du comté de Saint Clair, dans l’État de l’Illinois, aux États-Unis. Sa population s’élevait à 42 404 habitants lors du recensement de 2020.

## Démographie
| Groupe            | Belleville | Illinois | États-Unis |
| ----------------- | ---------- | -------- | ---------- |
| Blancs            | 69,8       | 71,5     | 72,4       |
| Afro-Américains   | 25,4       | 14,6     | 12,6       |
| Métis             | 2,8        | 2,3      | 2,9        |
| Asiatiques        | 1,0        | 4,6      | 4,8        |
| Autres            | 0,7        | 6,7      | 6,4        |
| Amérindiens       | 0,3        | 0,3      | 0,9        |
| Total             | 100        | 100      | 100        |
|                   |            |          |            |
| Latino-Américains | 2,6        | 15,8     | 16,7       |

Selon l'American Community Survey, pour la période 2011-2015, 96,20 % de la population âgée de plus de 5 ans déclare parler anglais à la maison, alors que 1,59 % déclare parler l'espagnol, 0,85 % l'allemand et 1,36 % une autre langue.

## Évêché
- Diocèse de Belleville
- Liste des évêques de Belleville
- Cathédrale Saint-Pierre de Belleville
- Sanctuaire national Notre-Dame-des-Neiges (en)

## Personnalités liées à la ville

### Naissance à Belleville
- Mary Richmond (1861-1928), fondatrice du métier d'assistante sociale
- Lea DeLaria (1958-), actrice
- Ernest Hilgard (1904-2001), psychologue
- Sandra Magnus (1964-), astronaute
- Buddy Ebsen (1908-2003), acteur
- Jaimee Foxworth (1979-), actrice
- Randy Wells (1982-), lanceur des Rangers du Texas en MLB
- Kevin Lisch (1986-), joueur de basket-ball naturalisé australien
- Darius Miles (1981-), ancien joueur de basket-ball

## Jumelage
La ville de Belleville est jumelée avec :
- Paderborn (Allemagne)

## Source
- (en) Cet article est partiellement ou en totalité issu de l’article de Wikipédia en anglais intitulé « Belleville, Illinois » (voir la liste des auteurs).